# Сэр-Артур-Макгрегор
Сэр-Артур-Макгрегор (исп. Sir Arthur Mc Gregor) — муниципалитет в составе венесуэльского штата Ансоатеги. Административный центр — город Эль-Чапарро.

## Административное деление
Муниципалитет делится на 3 прихода:
- Эль-Чапарро
- Томас-Альфаро
- Калатрава